# هدایت آسه
هدایت آسه، مرحله ای از رشد سلول عصبی است که طی آن سلول عصبی، آسه‌هایش را در جهات معینی می‌دواند. آسه‌ها اغلب مسیرهای بسیار دقیقی را در سیستم عصبی دنبال می‌کنند؛ و این که چگونه می‌توانند راه خود را با این دقت پیدا کنند، در دست تحقیق است.
رشد آسه از ناحیه ای به نام مخروط رشد صورت می‌گیرد و رسیدن به هدف آسه با دسته خاصی از مولکول‌های هادی انجام می‌شود. گیرنده‌های مخروط رشد به سرنخ‌های هادی پاسخ می‌دهند. اگر مخروط رشد یک گرادیان نشانه هدایت را حس کند، سیگنال دهی درون سلولی در مخروط رشد به صورت نامتقارن اتفاق می‌افتد، به طوری که تغییرات اسکلت سلولی به‌طور نامتقارن اتفاق می‌افتد و مخروط رشد به سمت نشانه هدایت می‌چرخد یا از آن دور می‌شود.